# Ligne A du tramway de Strasbourg
Pour les articles homonymes, voir Ligne A.
La ligne A du réseau de transports en commun de l'Eurométropole de Strasbourg est une ligne de tramway. Exploitée par la Compagnie des transports strasbourgeois (CTS), il s'agit de la première ligne du nouveau tramway de l'agglomération.
Elle relie la station Parc des Sports, dans le quartier de Hautepierre, à la station Graffenstaden, dans la commune d'Illkirch-Graffenstaden, en passant par la Gare Centrale et le centre-ville de Strasbourg. La ligne est mise en service le 24 novembre 1994 et a connu trois extensions.

## Histoire

### De l'ancien réseau ...

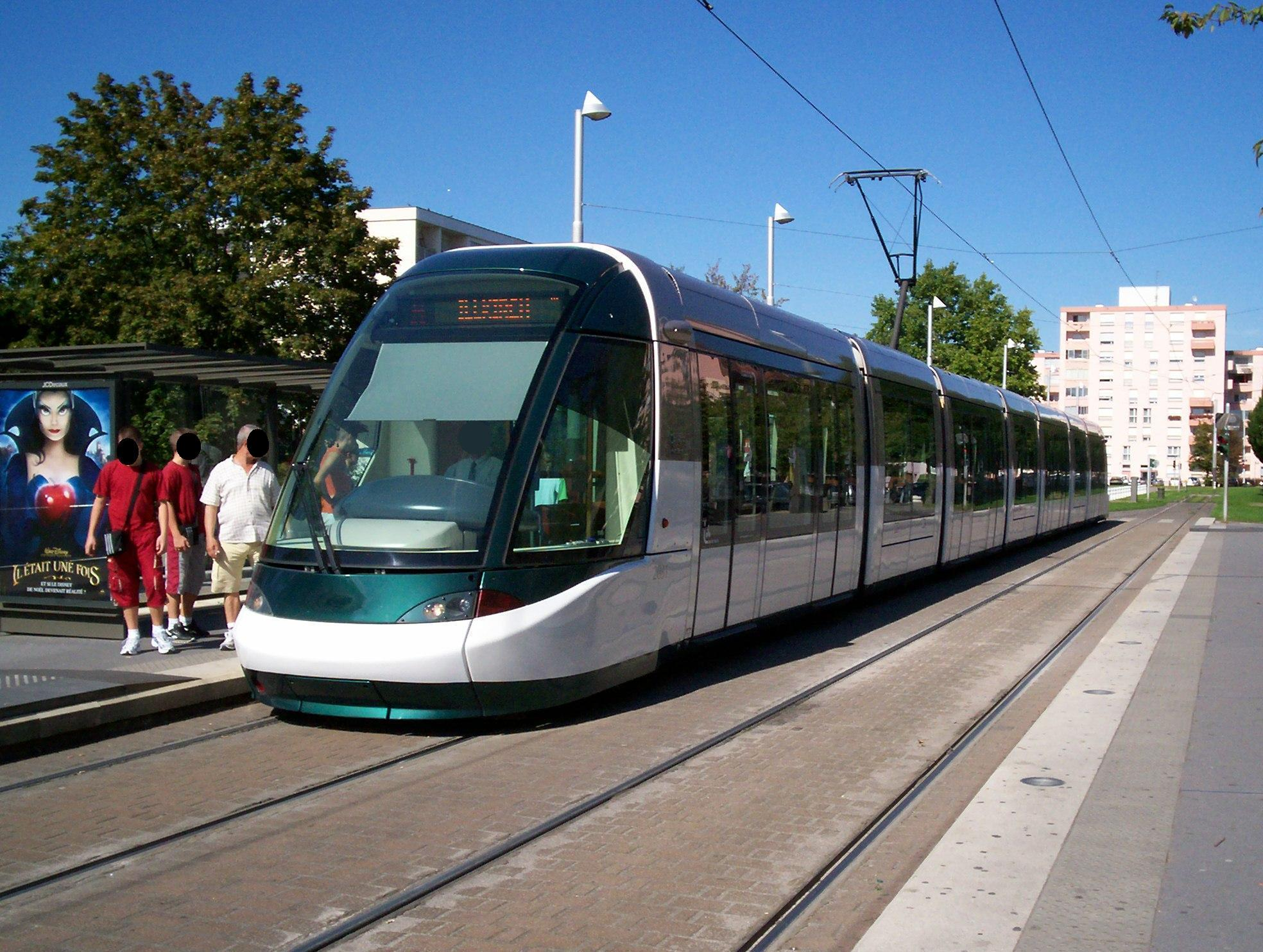
Rame Citadis 403 à Hautepierre Maillon.

Le 21 avril 1886, ouverture de la ligne de tramway Strasbourg (place du Corbeau) - Graffenstaden, première ligne à voie métrique de la CTS. Elle est exploitée avec des locomotives à vapeur puis électrifiée en 1898/99 jusqu'à Graffenstaden. Le parcours est identique à celui de la ligne A entre les actuelles stations Porte de l'Hôpital et Colonne à Graffenstaden. À partir de 1908, la ligne circule avec l'indice 6/16 entre Cronenbourg et Graffenstaden via la place de l'Homme de Fer (arrêt dans la rue de la Haute-Montée) et la place Kléber, sans toutefois passer par la gare centrale. Elle subsistera sous cette forme jusqu'à la réorganisation de 1937, quand l'origine sera reportée à Gare centrale. La station de la Meinau sert de terminus intermédiaire.
Entre le 1er janvier et le 30 avril 1960, fermeture de la ligne 6/16 et donc du tronçon Étoile / Polygone - Graffenstaden. Dans le centre-ville, le reste de la ligne est encore utilisée par la ligne 4/14 Hœnheim - Neuhof Forêt, fermée à son tour le 30 avril comme ultime ligne de l'ancien réseau.
La station Ancienne sygnagogue / les Halles, autrefois Place de la Halle / ancienne gare, était le point de départ des lignes interurbaines de Truchtersheim, Westhoffen et Ottrott jusqu'à leur fermeture respective au service voyageurs le 4 octobre 1953, le 19 août 1953 et le 31 mars 1955. Leurs convois quittaient la ville par la rue du Faubourg-de-Saverne, et les trains pour Ottrott passaient par la gare centrale par l'itinéraire de l'actuelle ligne C.

### ... à la ligne A
Le 25 novembre 1994, la ligne A du nouveau tramway de Strasbourg d'une longueur de 9,8 km est mise en service entre le quartier résidentiel de Hautepierre à l'ouest et la station Baggersee au sud, située à Illkirch-Graffenstaden. Pour pouvoir franchir l'autoroute, les anciens glacis militaires et les installations ferroviaires, un tunnel long de 1,4 km a été construit à l'aide d'un tunnelier entre les stations Rotonde et  Les Halles. La station Gare Centrale, qui dessert la gare de Strasbourg-Ville, se trouve dans le tunnel à 17 m de profondeur.
Le 4 juillet 1998, la ligne est prolongée vers le sud de 2,8 km jusqu'à Illkirch Lixenbuhl.
Deux nouveaux terminus avaient été approuvés du côté du quartier de Hautepierre, pour une mise en service fin 2013 :
- la ligne A1 qui prolongerait la ligne actuelle vers la future voie de liaison intercommunale ouest (VLIO) avec un déplacement de l'arrêt Hautepierre Maillon, et la création de trois nouveaux arrêts et d'un terminus à Oberhausbergen Sud ;
- la ligne A2, qui prendrait source à la station Dante en direction de Koenigshoffen et l'avenue François Mitterrand, avec un terminus à ce niveau.

En 2011, cet aménagement est partiellement remis en cause. Désormais, la branche A1 est jugée moins prioritaire, et son prolongement jusqu'au Zénith n'est plus d'actualité, remplacé par un cheminement réservé aux piétons. D'autre part, la branche A2 voit une modification assez importante s'opérer : ce n'est plus la ligne A qui viendra desservir le quartier des Poteries mais la ligne D, qui sera donc prolongée depuis la station Rotonde. En revanche, pour cette ligne, le calendrier est maintenu. Le 30 novembre 2013, la ligne est prolongée jusqu'au Parc des Sports avec deux nouvelles stations tandis que la station Hautepierre Maillon est renommée Cervantès.
Le 23 avril 2016, la ligne est prolongée de 1,8 kilomètre à partir de l'ancien terminus Illkirch Lixenbuhl. Trois nouvelles stations sont mises en service : Parc Malraux, Cour de l'Illiade et Graffenstaden. La ligne E est également prolongée vers le Campus d'Illkirch.

## Infrastructure

### La ligne
La ligne A du tramway de Strasbourg emprunte les sections suivantes :
- Hautepierre Maillon – Baggersee, ouverte le 25 novembre 1994, à l'occasion de la mise en service de la ligne ;
- Baggersee – Illkirch Lixenbuhl, ouverte le 4 juillet 1998, à l'occasion du prolongement de la ligne ;
- Cervantès (anciennement Hautepierre Maillon) - Parc des Sports, ouverte le 30 novembre 2013 ;
- Illkirch Lixenbuhl - Graffenstaden, ouverte le 23 avril 2016

### Les terminus réguliers

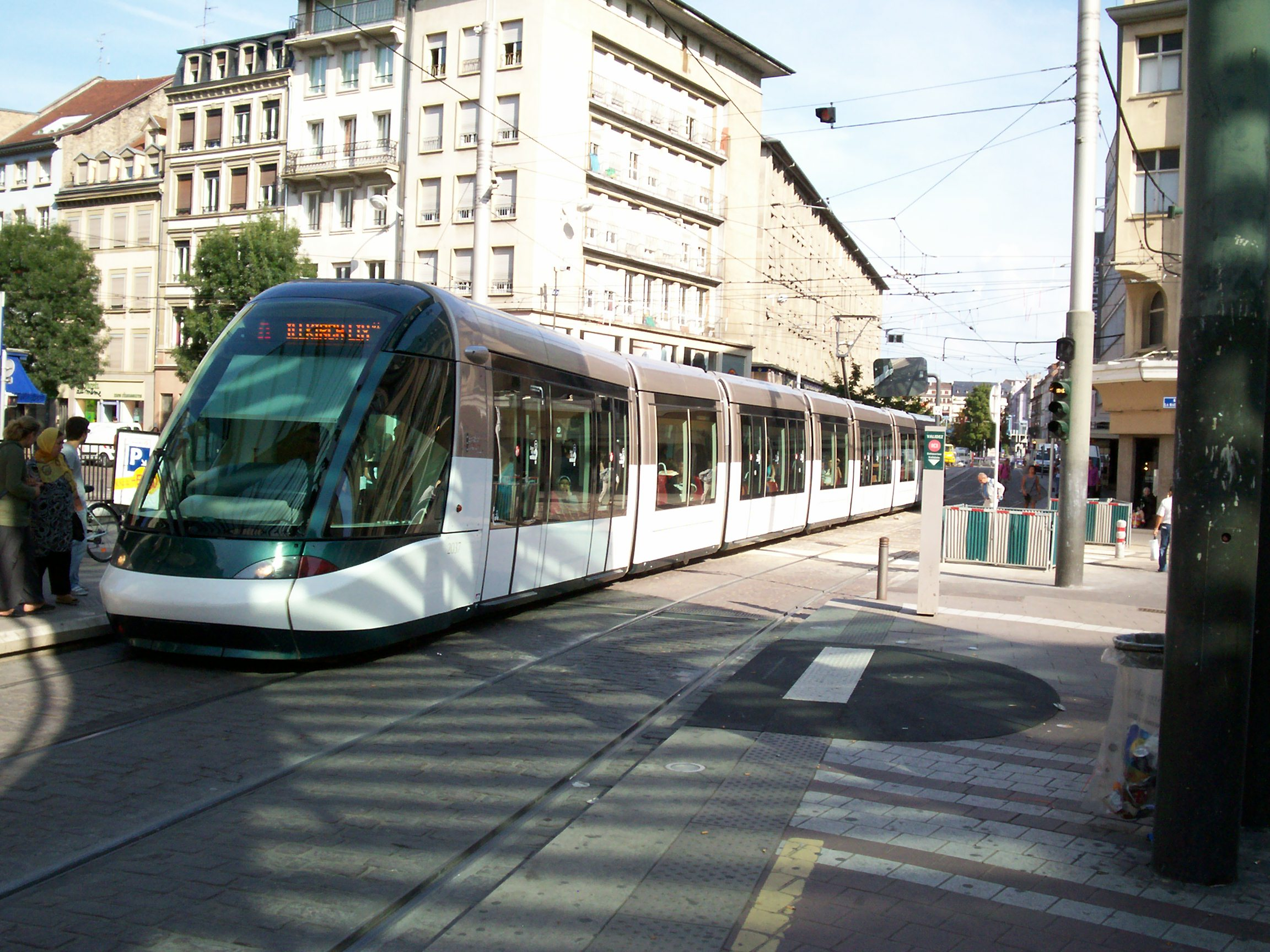
Rame Citadis 403 à la station Homme de Fer.

La ligne A compte deux terminus principaux :
- La station Parc des Sports, qui constitue le terminus nord de la ligne, est composée de deux quais encadrant deux voies. Dans le prolongement de la station, se situe un tiroir permettant le retournement des rames.

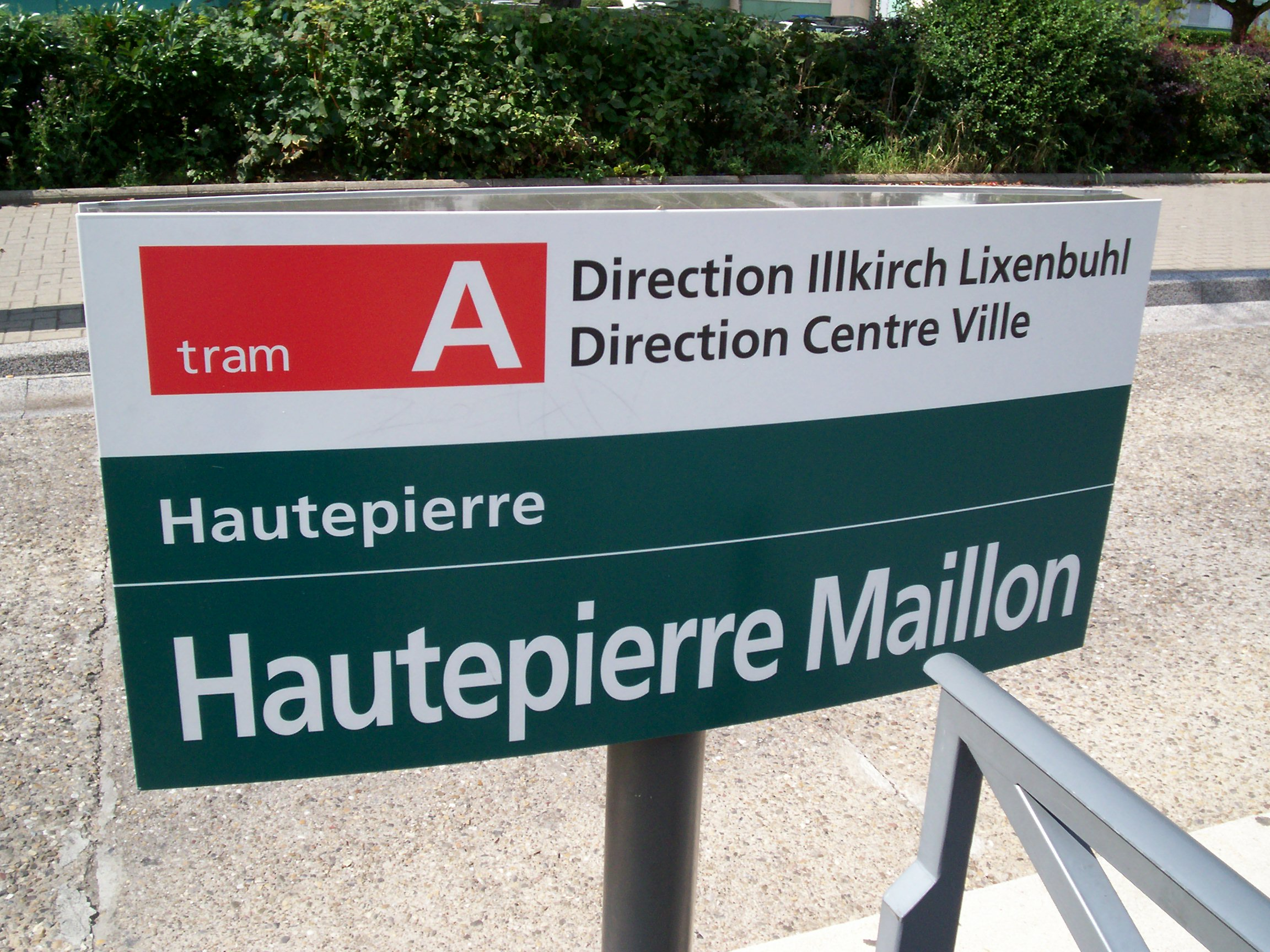
Signalétique de la station Hautepierre Maillon, ancien terminus, devenue Cervantès.
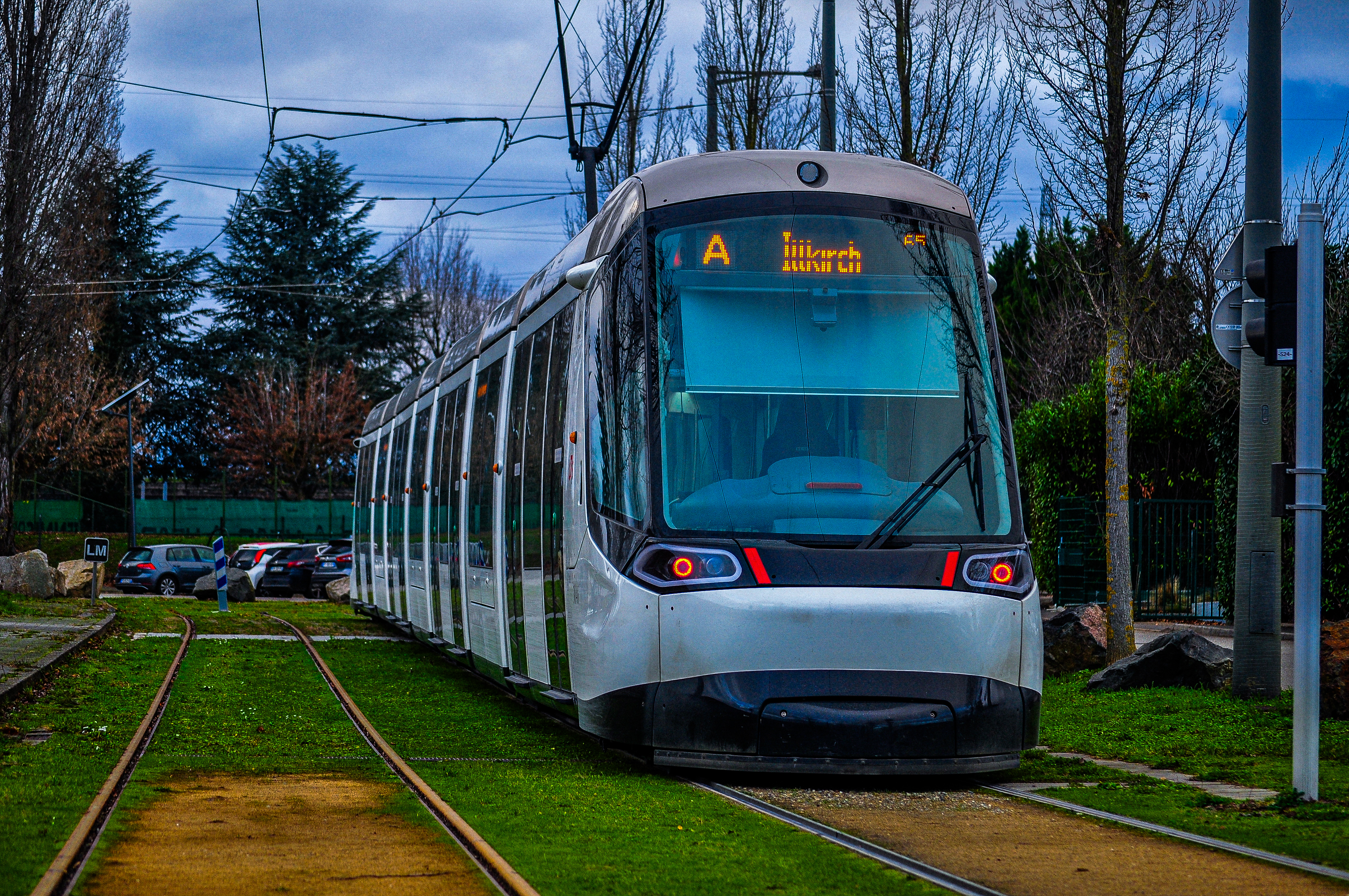
Une rame au terminus Parc des sports.
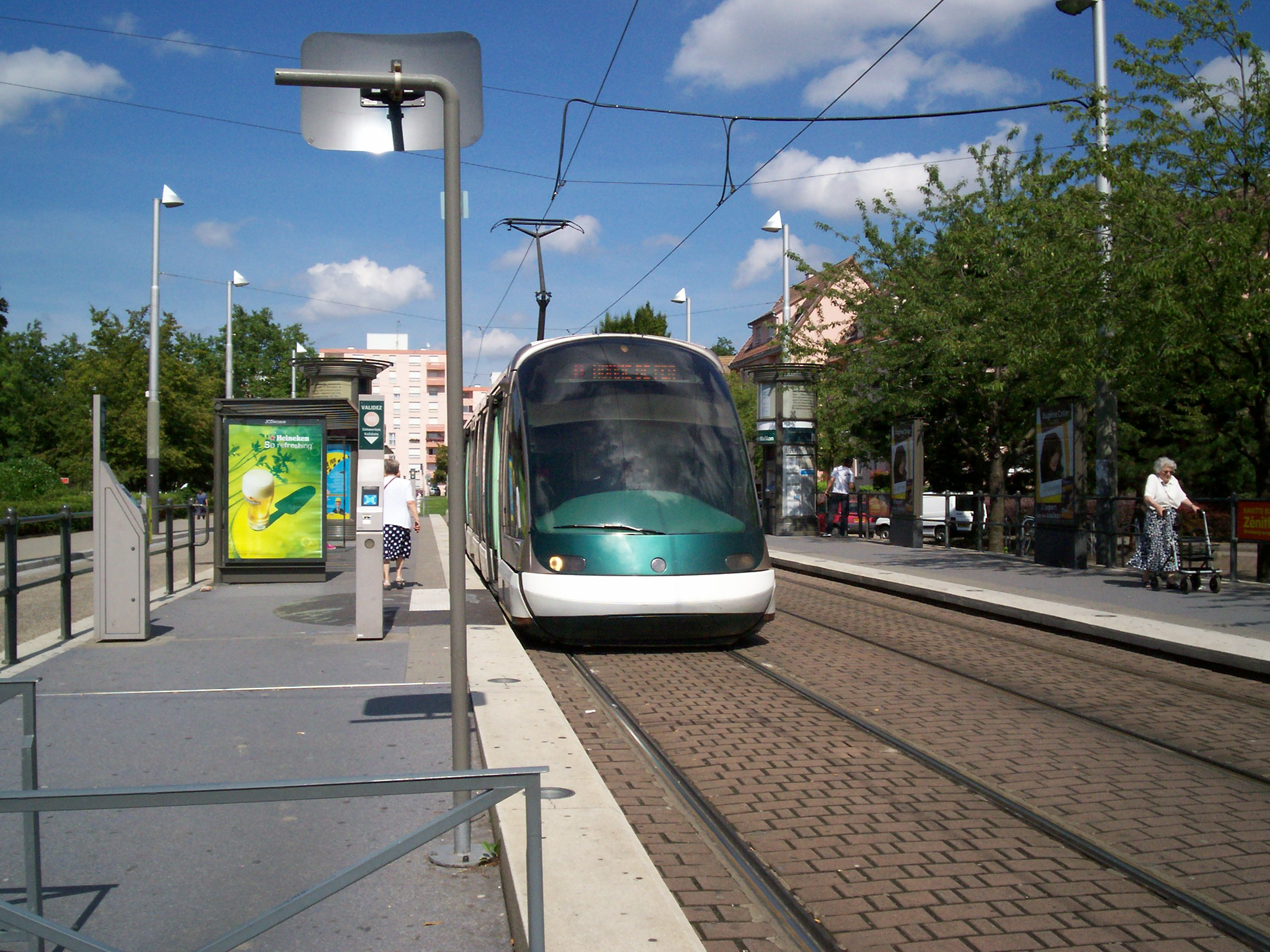
Rame à la station Hautepierre Maillon
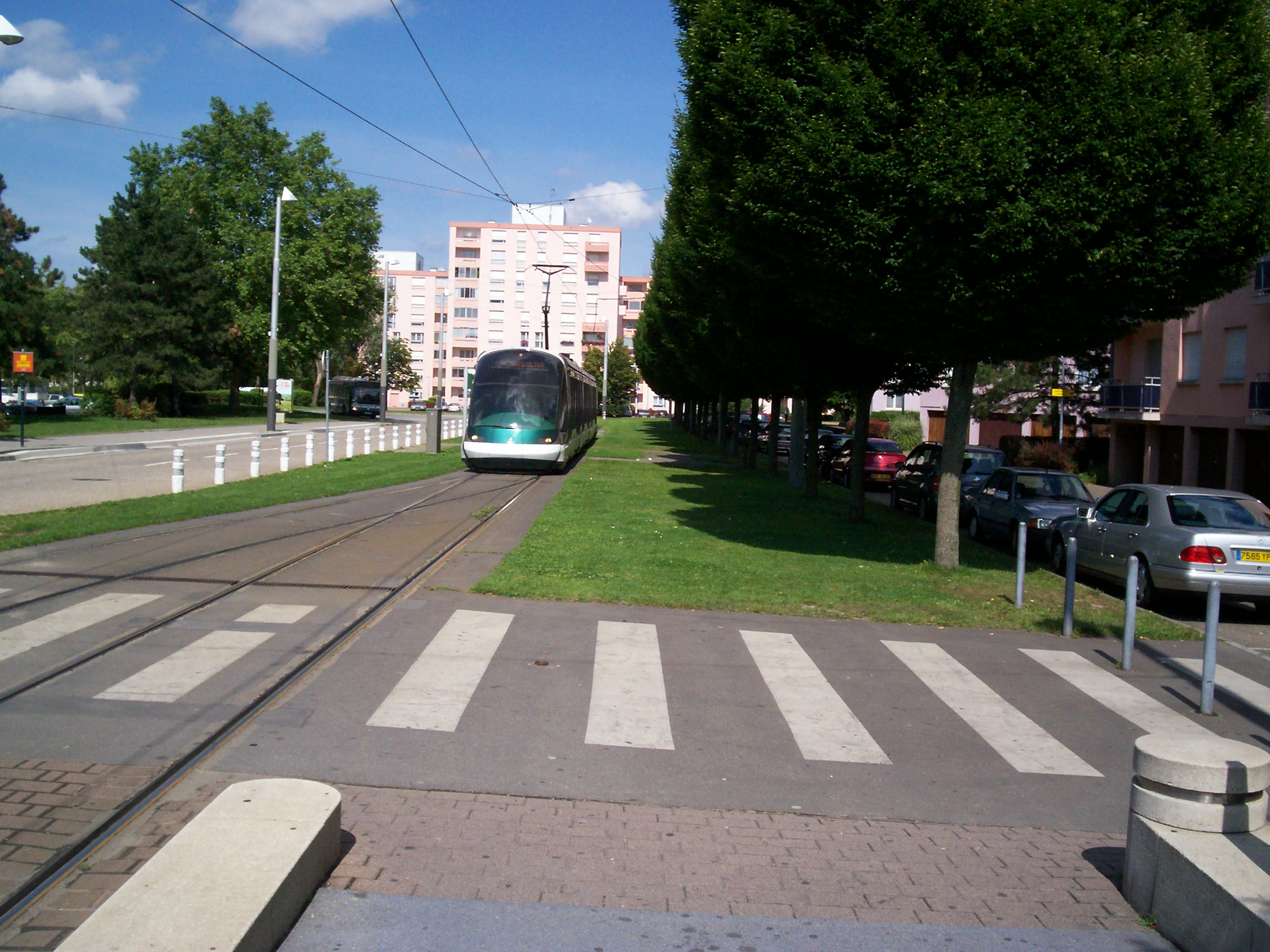
Point de retournement à l'ancien terminus Hautepierre Maillon

- La station Graffenstaden, qui constitue le terminus sud de la ligne, est composée de deux quais encadrant deux voies.

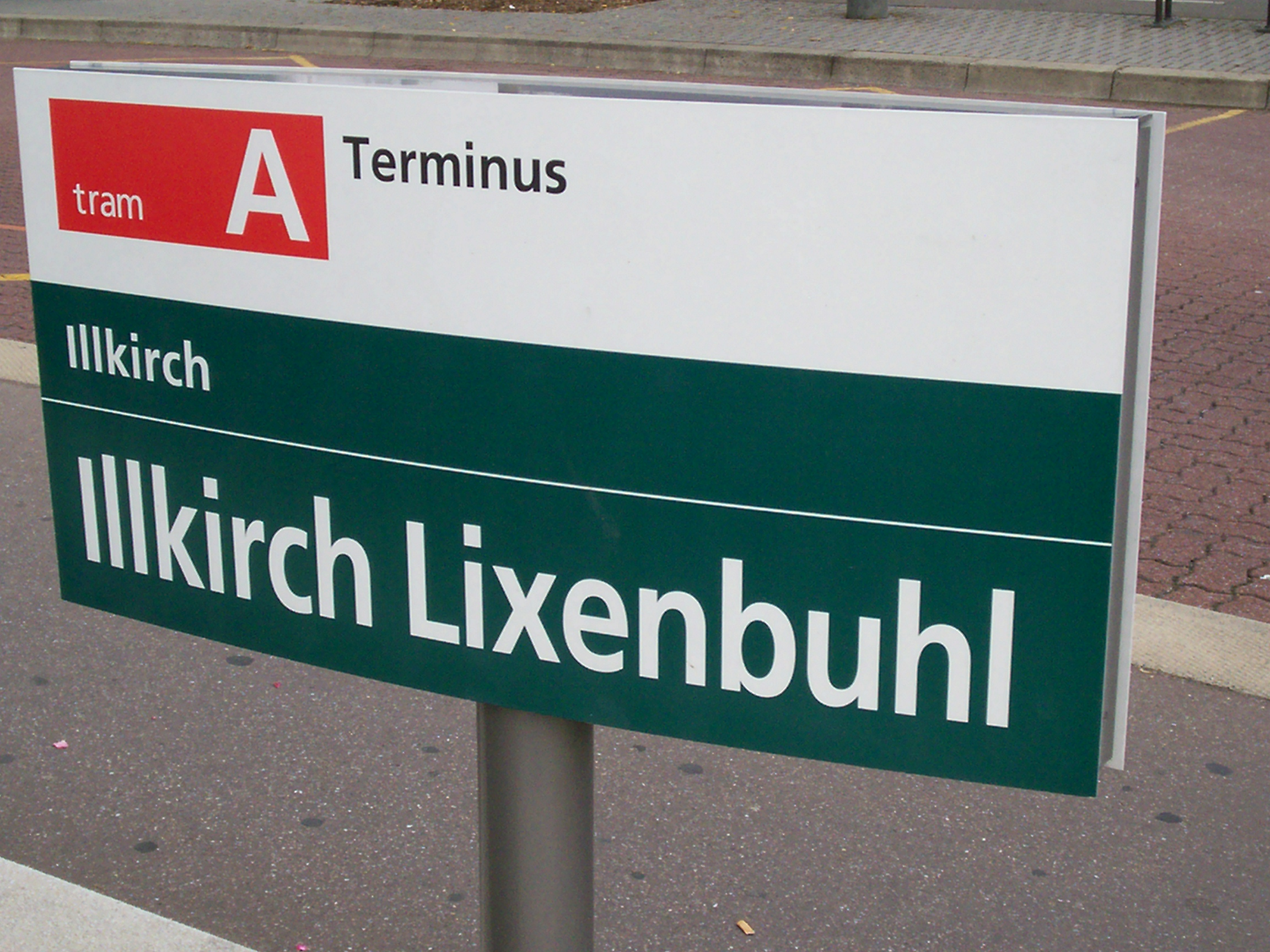
Signalétique à l'ancien terminus Illkirch Lixenbuhl
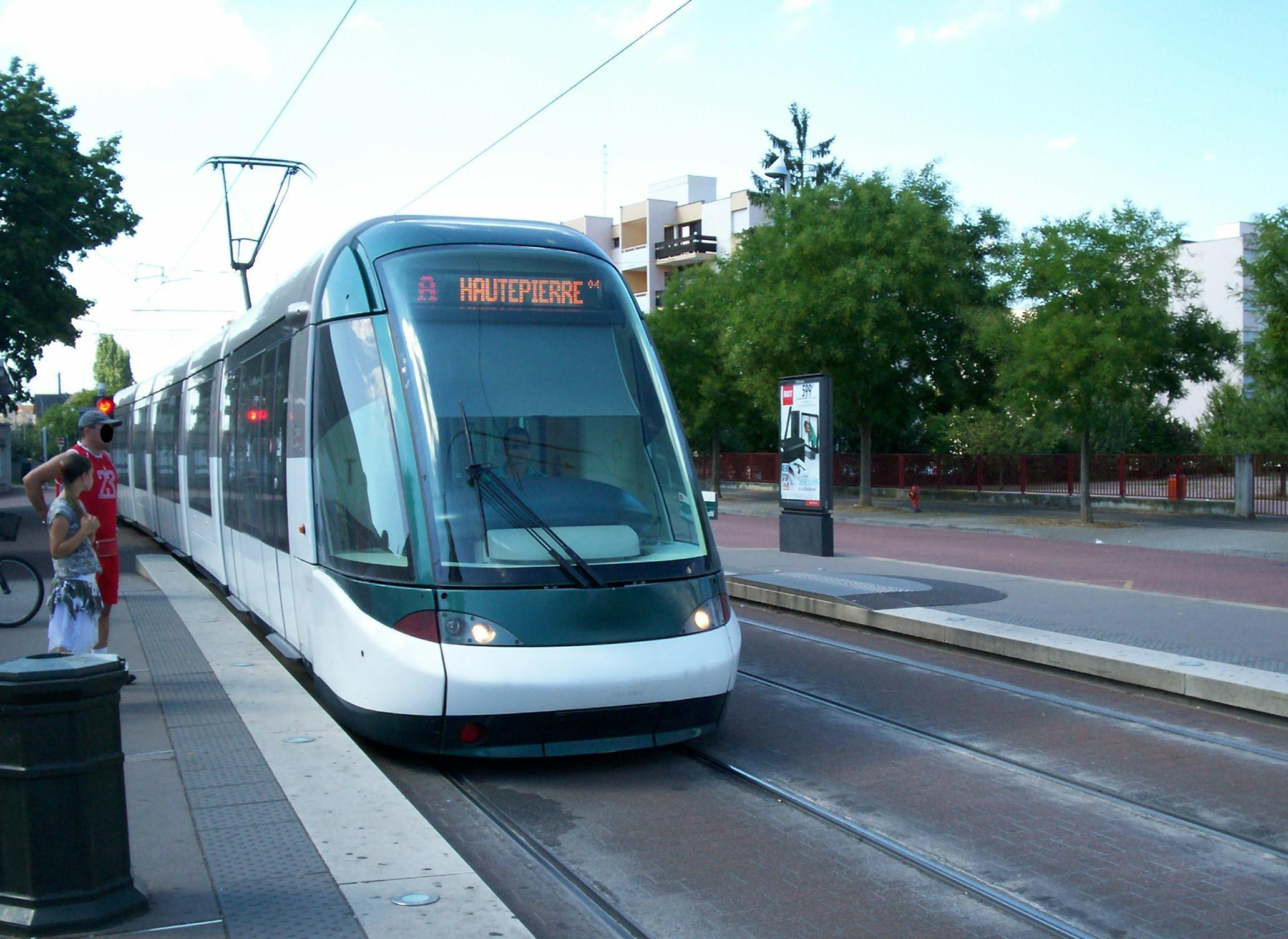
Rame à la station Hautepierre Maillon, ancien terminus
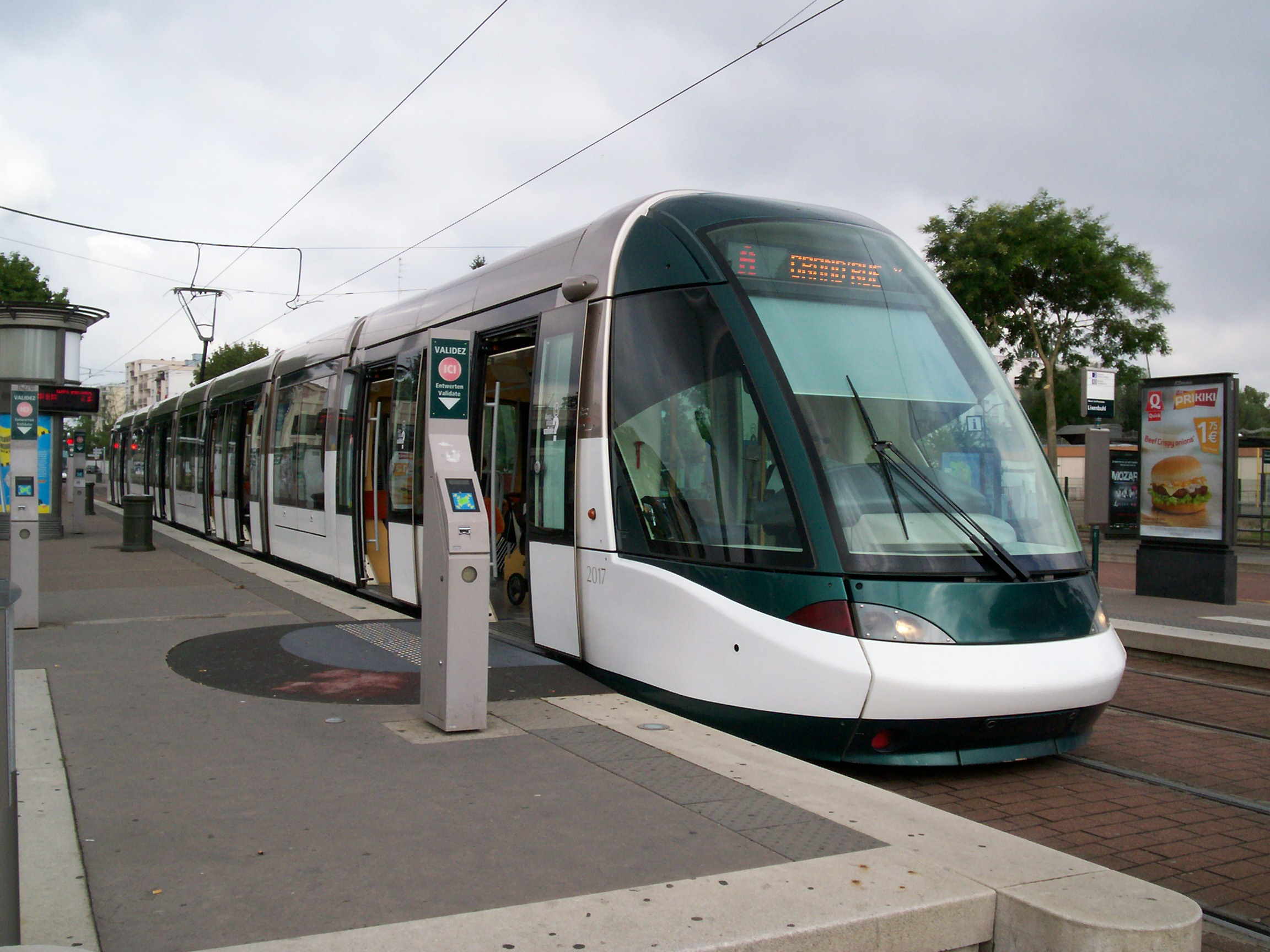
Rame à l'ancien terminus Illkirch Lixenbuhl
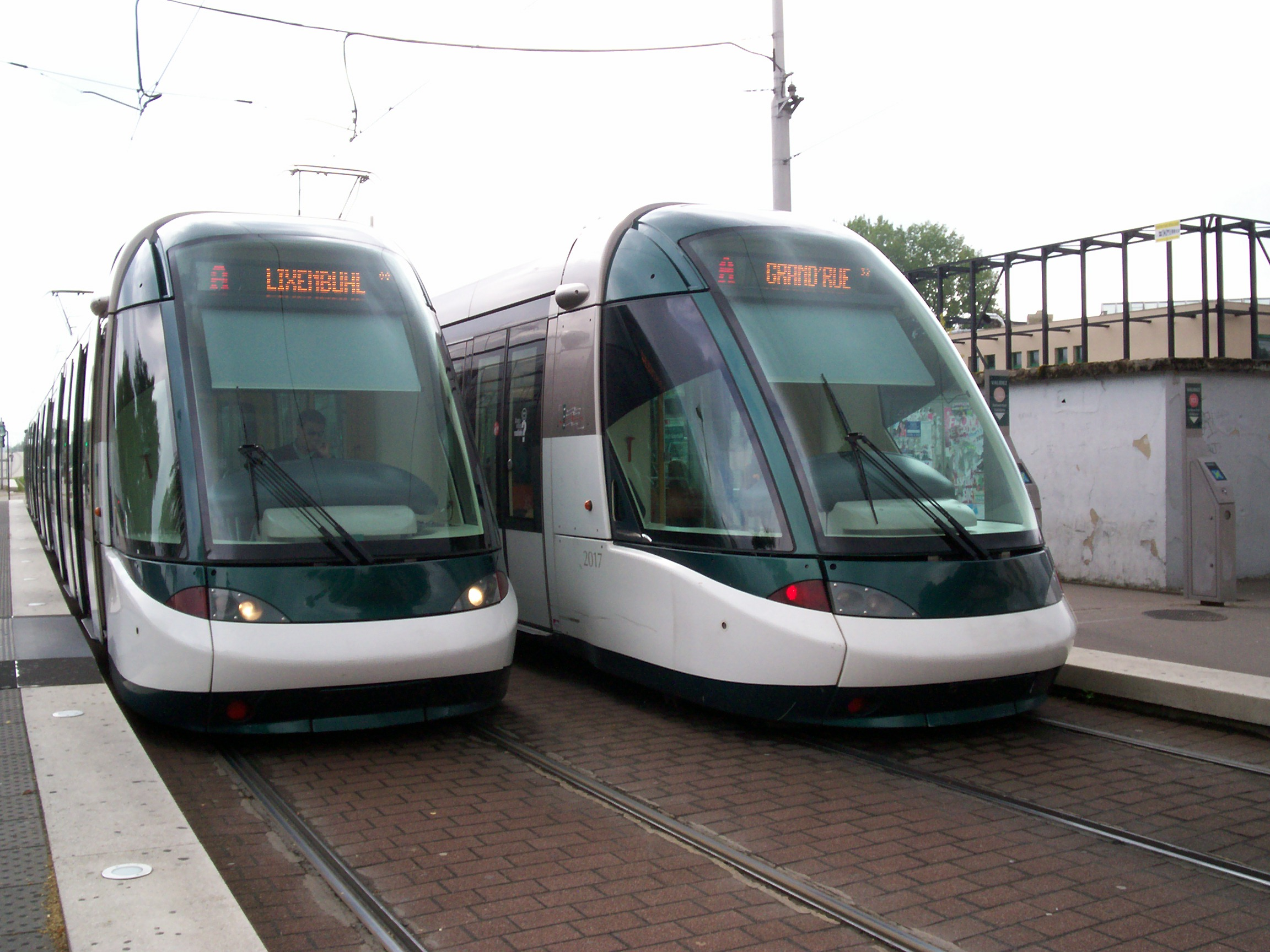
Deux rames à l'ancien terminus Illkirch Lixenbuhl

### Dépôt de Cronenbourg

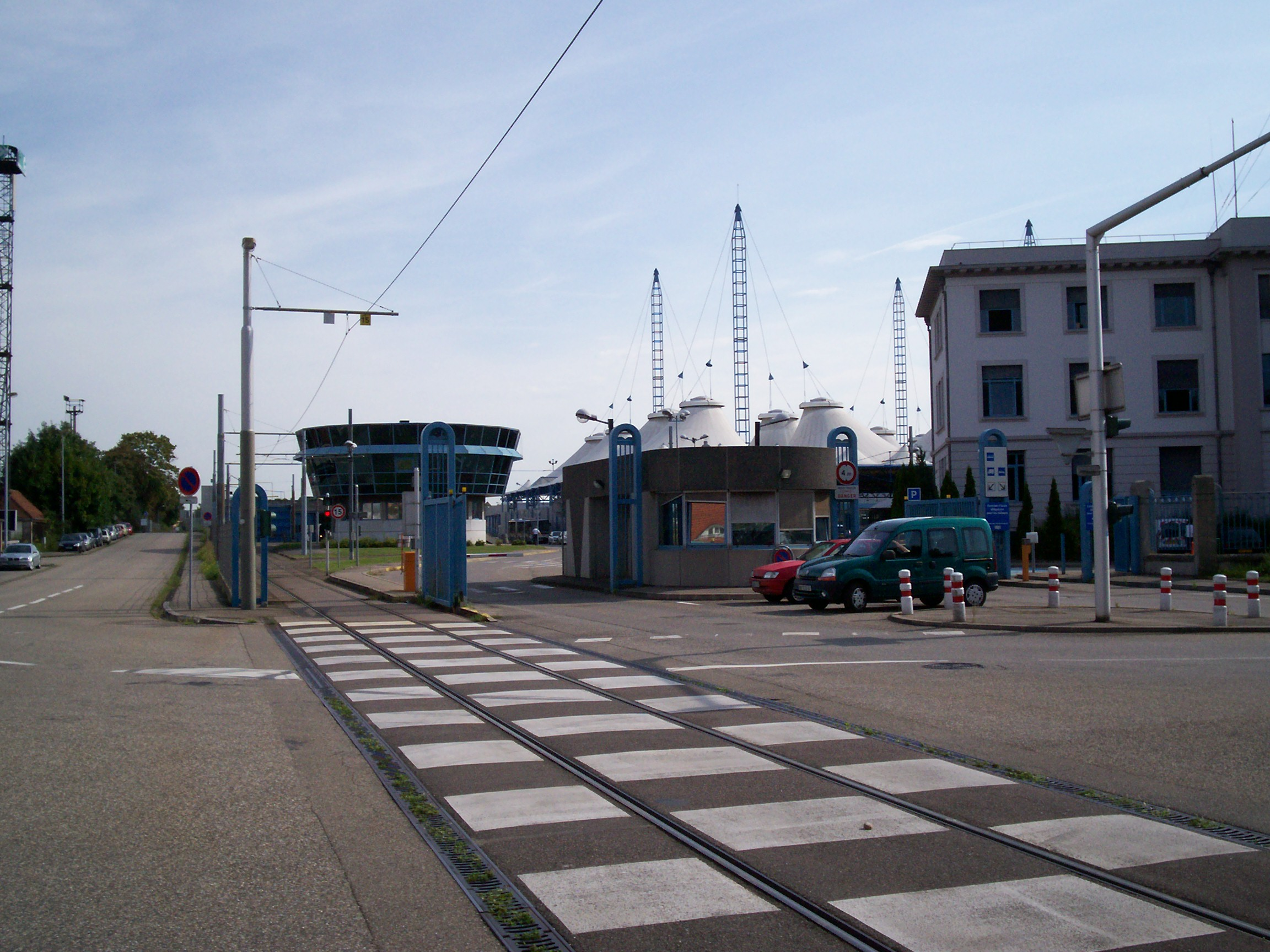
Dépôt Cronenbourg.

Les rames de la ligne A sont remisées à l'Unité de Production Cronenbourg (UPC). Ce dépôt, bâti en 1931 pour les tramways à voie métrique de l'époque, fut utilisé à compter de 1960 par les bus. En vue de la mise en service de cette ligne, le dépôt fut complètement agrandi et rénové entre 1992 et 1994. Le dépôt de Cronenbourg est relié à la station Rotonde par un long tracé à voie unique longeant le Cimetière Central et passant devant la Gare aux Marchandises.
Aujourd'hui, il abrite notamment :
- les services administratifs ;
- un remisage bus couvert de 6 700 m2 ;
- un remisage tram de 6 300 m2 pouvant contenir jusqu'à 30 rames ;
- une station-service bus ;
- un atelier mixte bus/tram de 12 000 m2 ;
- une station service tram ;
- le poste de commandes centralisées (PCC), d'où sont régulées à distance l'ensemble des lignes de tram et de bus.

### Tension d'alimentation
La ligne A du tramway de Strasbourg est entièrement électrifiée en 750 volts continu.

## Schéma de la ligne

### Tracé

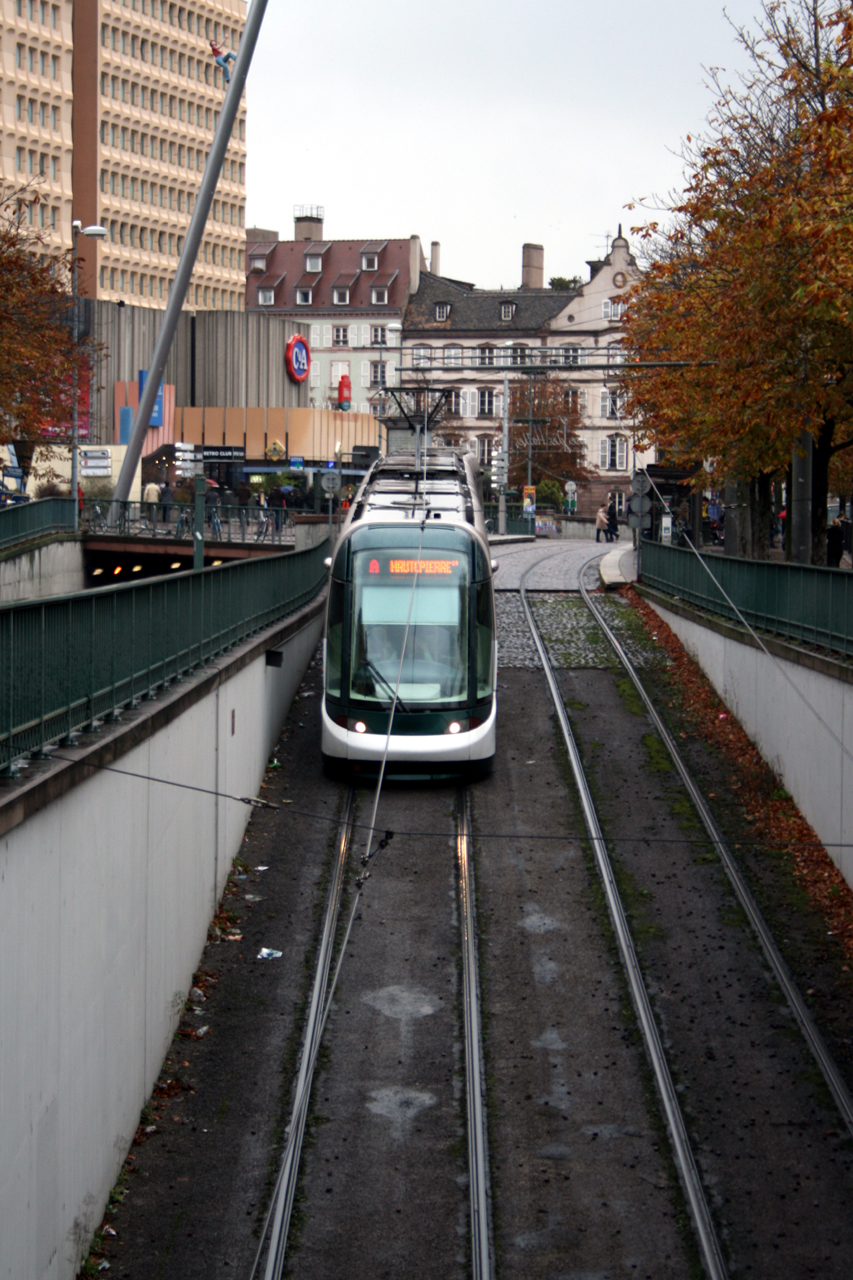
Rame à Ancienne Synagogue-Les Halles

La ligne A part de la station "Parc des sports". Les tramways prennent ensuite un virage vers la gauche, suivent l'avenue Corneille et en s'engageant sur l'avenue Dante, prennent un nouveau virage à gauche. Ils desservent ensuite la station Dante, et tournent à droite pour s'engager sur l'avenue Racine où ils desservent ensuite l'Hôpital de Hautepierre. Ils remontent vers le nord et puis descendent vers le sud, nous sommes maintenant sur la route Marcel Proust avec un long virage vers la gauche. Arrivés au bout de la Route Marcel Proust, ils longent la rue de l'anneau et aboutissent à Rotonde en correspondance avec la ligne D. Les tramways s'engouffrent ensuite dans un tunnel long de 1,4 km, construit à l'aide d'un tunnelier entre les stations Rotonde et Ancienne Synagogue-Les Halles, en prévision de la mise en service de la ligne. La station Gare Centrale, qui dessert la gare de Strasbourg-Ville, se trouve dans le tunnel à 17 m de profondeur. Après être sortis du tunnel, ils desservent Ancienne Synagogue-Les Halles puis après un virage et une courte ligne droite, croisent les voies des lignes B, C et F : nous sommes alors à Homme de Fer. La ligne D suit toujours le trajet de la ligne A entre les stations Rotonde et Étoile Bourse en descendant vers le sud. Peu après la station Étoile Bourse, les tramways, continuant tout droit, se séparent des trams de la ligne D qui ont tourné à gauche, et prennent désormais le même parcours que celle de la ligne E. Les tramways empruntent ensuite l'avenue de Colmar jusqu'aux limites de Strasbourg, située après la station Hohwart. Ils auront desservi entre-temps la gare et le stade de la Meinau. À peine arrivés à Illkirch-Graffenstaden, les tramways desservent Baggersee, un Centre Commercial, située au centre de la Route de Strasbourg, puis continuent sur cette route, desservant ainsi Colonne. Les tramways s'engagent ensuite sur la Route du Rhin et passent devant le quartier Leclerc, ils tournent à droite, desservant ainsi Campus d'Illkirch. Désormais seuls, la ligne E effectuant son terminus en cette station, ils arrivent à Illkirch Lixenbuhl après être passés sur le Canal reliant le Rhône au Rhin, puis les rames tournent sur la Rue Vincent Scotto puis sur la Rue de la Ceinture où se situe l'arrêt Parc Malraux. Ils continuent alors sur une section à voie unique située sur l'Avenue Mesmer, puis ils tournent brièvement sur la Rue de l'Eglise pour reprendre la Rue des Sœurs où se situe la station Cour de l'Illiade. Ensuite, le tram tourne vers le sud sur la Route de Lyon, où les voies redeviennent doubles jusqu'au terminus Graffenstanden.

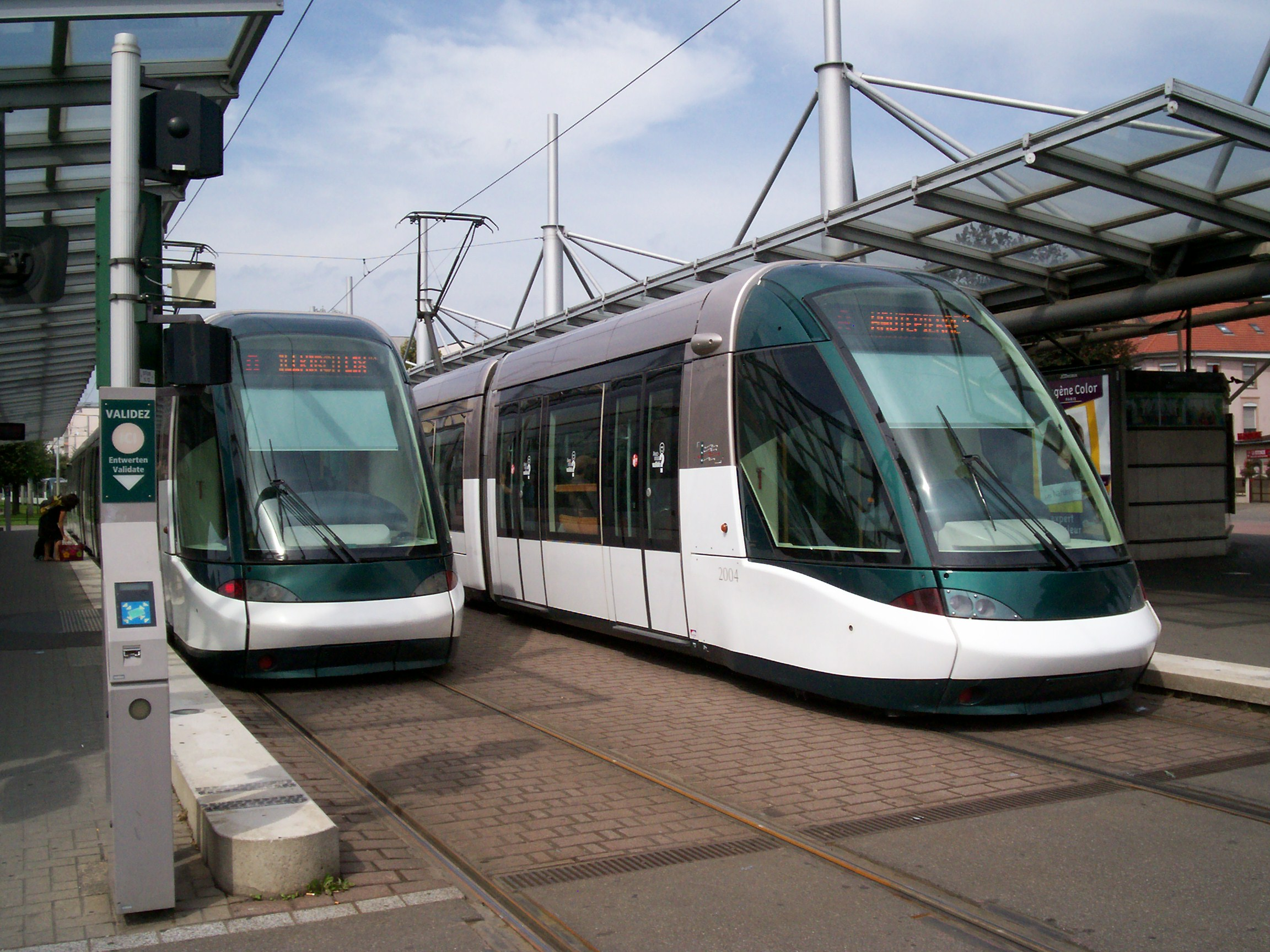
2 rames à Rotonde
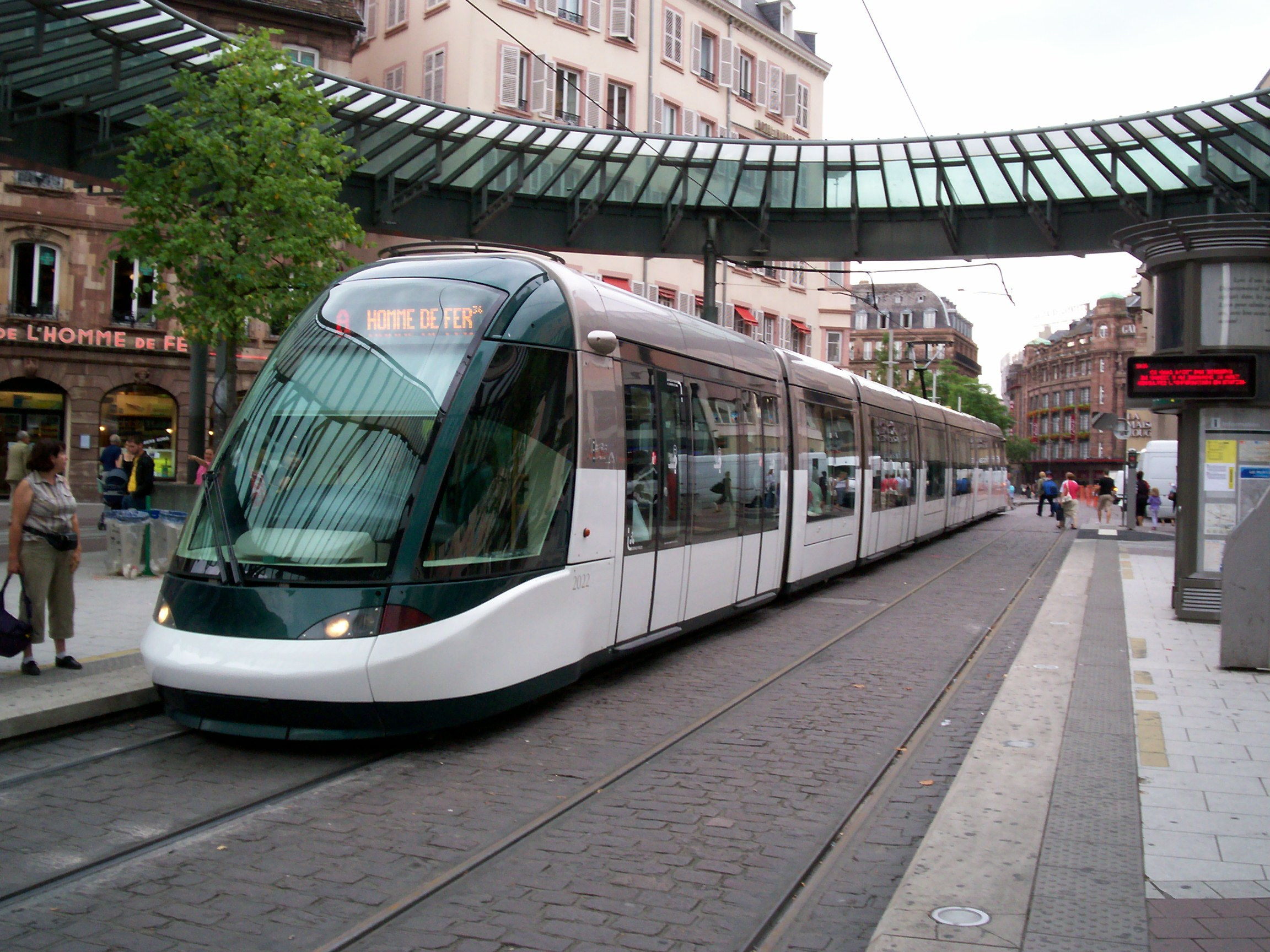
Rame à Homme de Fer
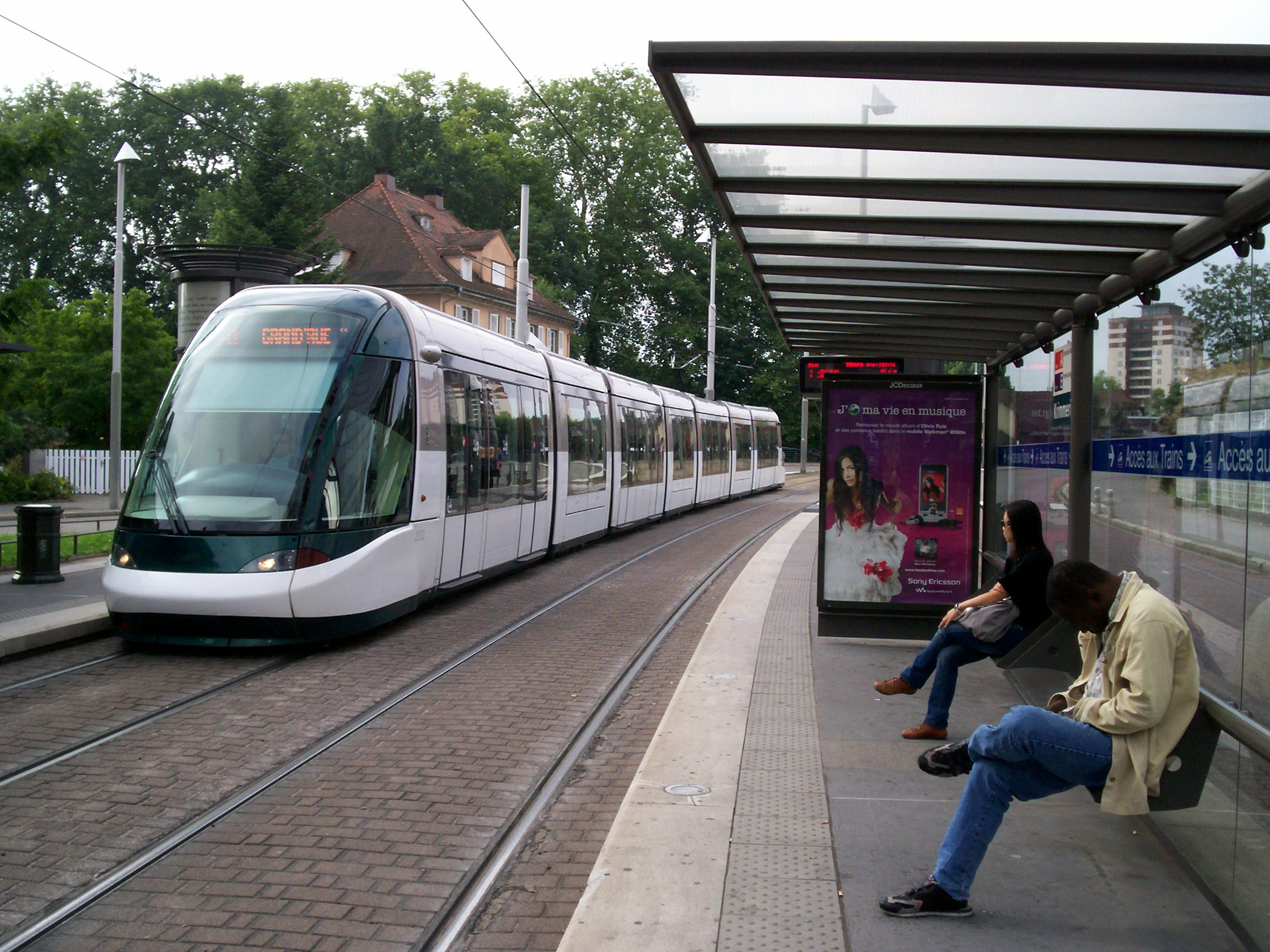
Rame à Krimmeri - Stade de la Meinau
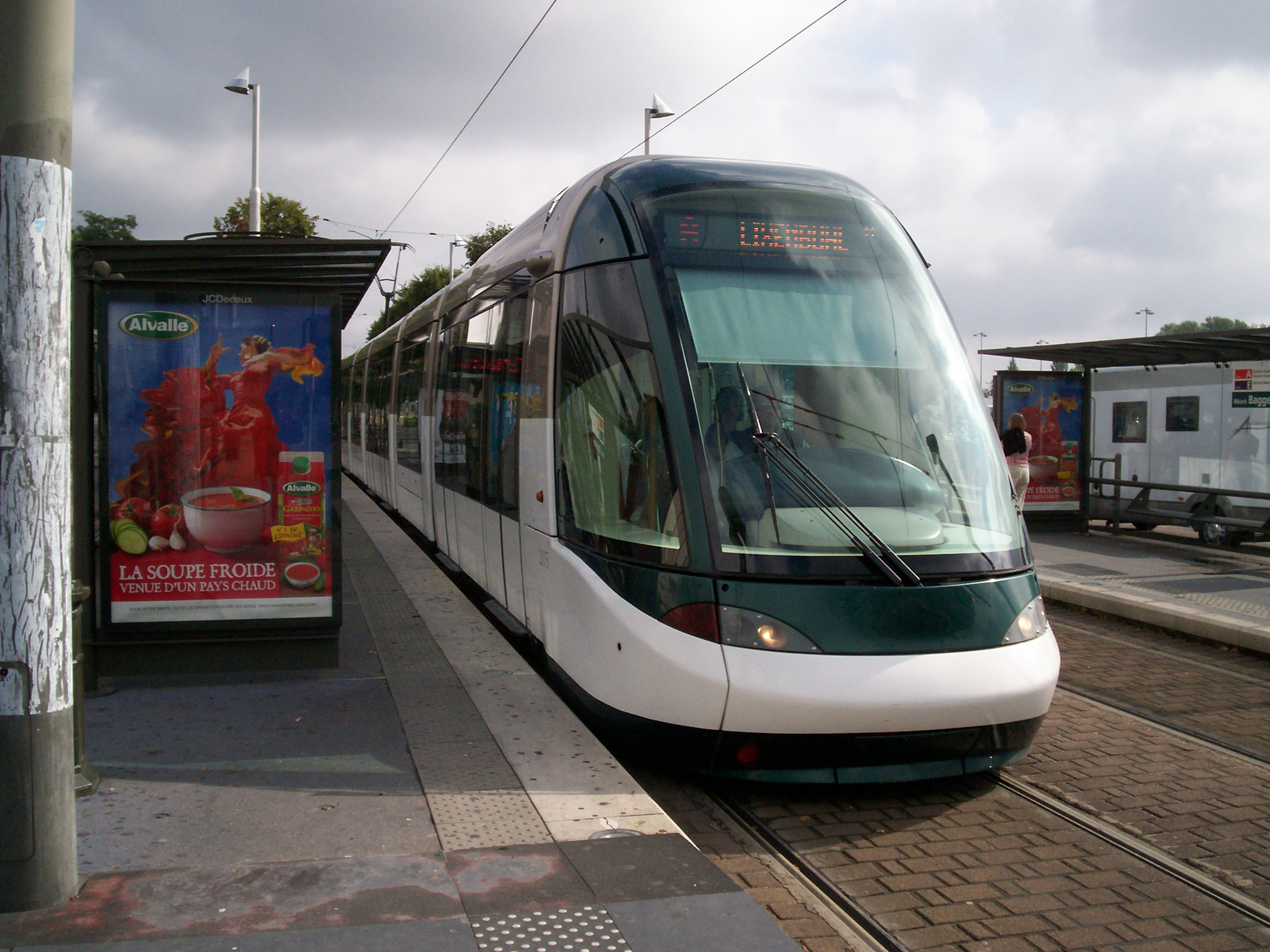
Rame à Baggersee

### Liste des stations
La ligne A du tramway de Strasbourg dessert les 27 stations suivantes :
|  |   |  | Stations                      | Lat/Long                        | Communes desservies    | Correspondances            |
|  | - |  | ----------------------------- | ------------------------------- | ---------------------- | -------------------------- |
|  | ■ |  | Parc des Sports               | 48° 35′ 55,8″ N, 7° 41′ 35,2″ E | Strasbourg             |                            |
|  | • |  | Le Galet                      | 48° 35′ 46,5″ N, 7° 41′ 53,7″ E | Strasbourg             |                            |
|  | • |  | Cervantès                     | 48° 35′ 35,5″ N, 7° 41′ 55,2″ E | Strasbourg             |                            |
|  | • |  | Dante                         | 48° 35′ 28,6″ N, 7° 42′ 10,2″ E | Strasbourg             | tram D                     |
|  | • |  | Hôpital de Hautepierre        | 48° 35′ 29,6″ N, 7° 42′ 25″ E   | Strasbourg             | tram D                     |
|  | • |  | Ducs d'Alsace                 | 48° 35′ 24,6″ N, 7° 42′ 55″ E   | Strasbourg             | tram D                     |
|  | • |  | Saint-Florent                 | 48° 35′ 29,8″ N, 7° 43′ 13″ E   | Strasbourg             | tram D                     |
|  | • |  | Rotonde                       | 48° 35′ 30,8″ N, 7° 43′ 29,9″ E | Strasbourg             | tram D                     |
|  | • |  | Gare Centrale                 | 48° 35′ 05,5″ N, 7° 44′ 06,9″ E | Strasbourg             | tram C D bus G H Gare SNCF |
|  | • |  | Ancienne Synagogue Les Halles | 48° 35′ 07,2″ N, 7° 44′ 32,4″ E | Strasbourg             | tram D                     |
|  | • |  | Homme de Fer                  | 48° 35′ 03,4″ N, 7° 44′ 41″ E   | Strasbourg             | tram B C D F               |
|  | • |  | Langstross Grand'Rue          | 48° 34′ 53,4″ N, 7° 44′ 46,7″ E | Strasbourg             | tram D                     |
|  | • |  | Porte de l'Hôpital            | 48° 34′ 41,2″ N, 7° 45′ 00,4″ E | Strasbourg             | tram D                     |
|  | • |  | Étoile Bourse                 | 48° 34′ 29,5″ N, 7° 45′ 12,5″ E | Strasbourg             | tram D bus G               |
|  | • |  | Schluthfeld                   | 48° 34′ 06,9″ N, 7° 45′ 06,1″ E | Strasbourg             | tram E                     |
|  | • |  | Krimmeri Stade de la Meinau   | 48° 33′ 47,3″ N, 7° 45′ 09,5″ E | Strasbourg             | tram E Gare SNCF           |
|  | • |  | Lycée Couffignal              | 48° 33′ 31,8″ N, 7° 44′ 57,1″ E | Strasbourg             | tram E                     |
|  | • |  | Émile Mathis                  | 48° 33′ 11,8″ N, 7° 44′ 39,6″ E | Strasbourg             | tram E                     |
|  | • |  | Hohwart                       | 48° 32′ 57,6″ N, 7° 44′ 29,9″ E | Strasbourg             | tram E                     |
|  | • |  | Baggersee                     | 48° 32′ 41,9″ N, 7° 44′ 16,5″ E | Illkirch-Graffenstaden | tram E                     |
|  | • |  | Colonne                       | 48° 32′ 17″ N, 7° 44′ 00,9″ E   | Illkirch-Graffenstaden | tram E                     |
|  | • |  | Leclerc                       | 48° 32′ 04″ N, 7° 44′ 04,1″ E   | Illkirch-Graffenstaden | tram E                     |
|  | • |  | Campus d'Illkirch             | 48° 31′ 46″ N, 7° 43′ 58,2″ E   | Illkirch-Graffenstaden | tram E                     |
|  | • |  | Illkirch Lixenbuhl            | 48° 31′ 47,5″ N, 7° 43′ 28,5″ E | Illkirch-Graffenstaden |                            |
|  | • |  | Parc Malraux                  | 48° 31′ 36,7″ N, 7° 43′ 14″ E   | Illkirch-Graffenstaden |                            |
|  | • |  | Cours de l'Illiade            | 48° 31′ 39,8″ N, 7° 42′ 37,9″ E | Illkirch-Graffenstaden |                            |
|  | ■ |  | Graffenstaden                 | 48° 31′ 29″ N, 7° 42′ 28,8″ E   | Illkirch-Graffenstaden |                            |

### Desserte de la gare centrale
La ligne A du tramway de Strasbourg dessert depuis sa mise en service le 25 novembre 1994, la gare de Strasbourg, grâce à l'implantation d'une station nommée Gare centrale située sous la gare à 17 m de profondeur.
La gare de Strasbourg a été inaugurée le 15 août 1883, sur les plans de l'architecte berlinois Johann Eduard Jacobsthal, et remplaça dès lors la gare d'origine près des halles, en cul-de-sac et trop exigüe. Cette gare, construite par les autorités allemandes, est située au carrefour des grands axes internationaux Paris-Vienne et Bâle-Bruxelles, sur le terrain des anciennes fortifications de Vauban. À l'origine, cette gare était non seulement une gare de voyageurs, mais aussi une gare de marchandises et une gare de triage. La vaste place en hémicycle se situant devant la façade de l'édifice a été déterminante pour le choix de l'emplacement de cette gare.
Elle est la principale gare de l'agglomération strasbourgeoise et l'une des principales de l'est de la France. Elle est desservie par toutes sortes de trafics : TER Alsace, TER 200, TGV et trains internationaux. L'ouverture de la LGV Est européenne en juin 2007 a permis une augmentation importante du trafic dans cette gare, Strasbourg ne se trouvant dès lors plus qu'à 2h20, puis 1h50 après la construction de la deuxième partie de la ligne, de la gare de Paris-Est. L'ouverture de la branche est de la LGV Rhin-Rhône le 11 décembre 2011 permet de gagner une heure entre Strasbourg et Lyon.

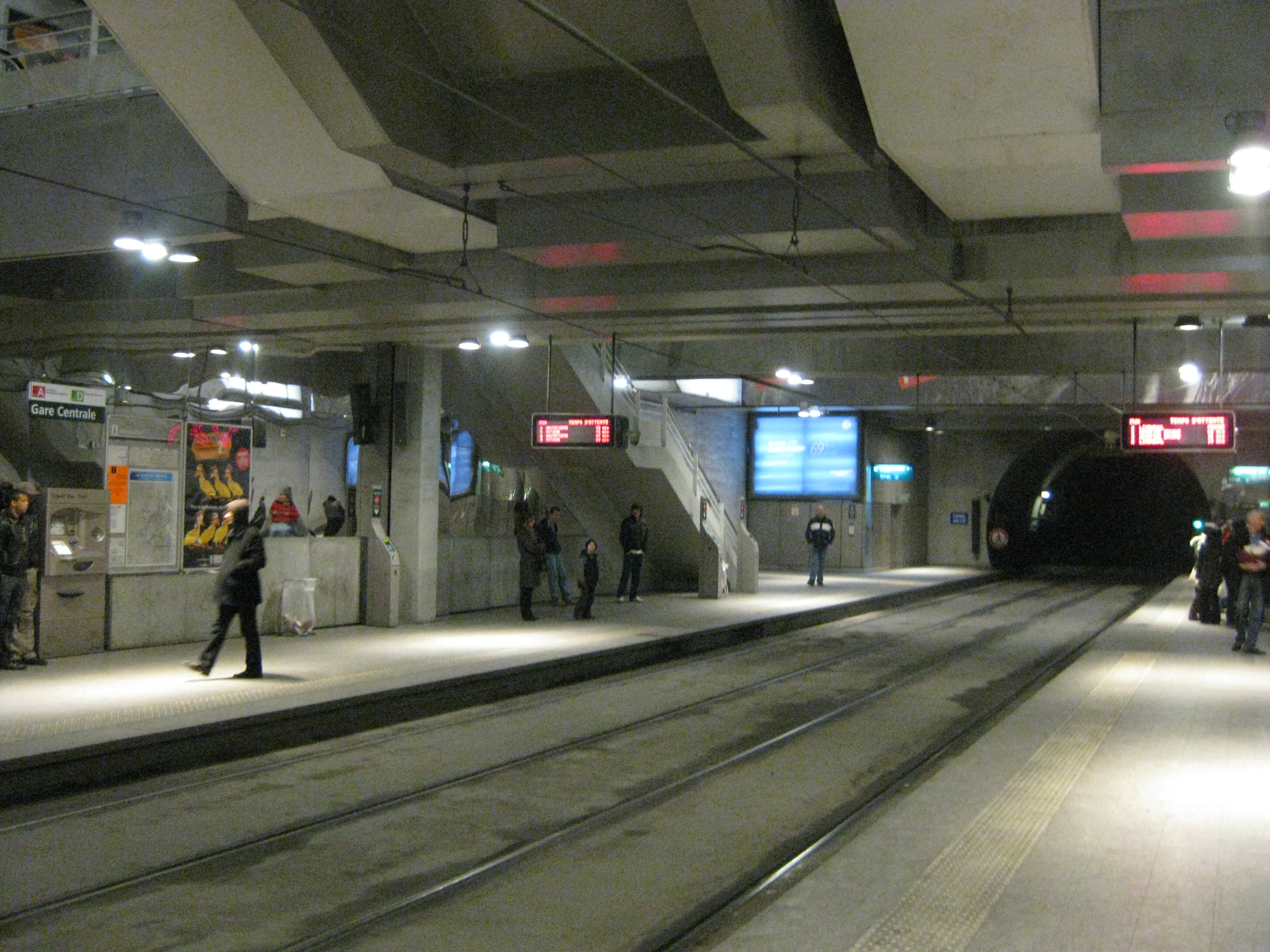
Station Gare Centrale
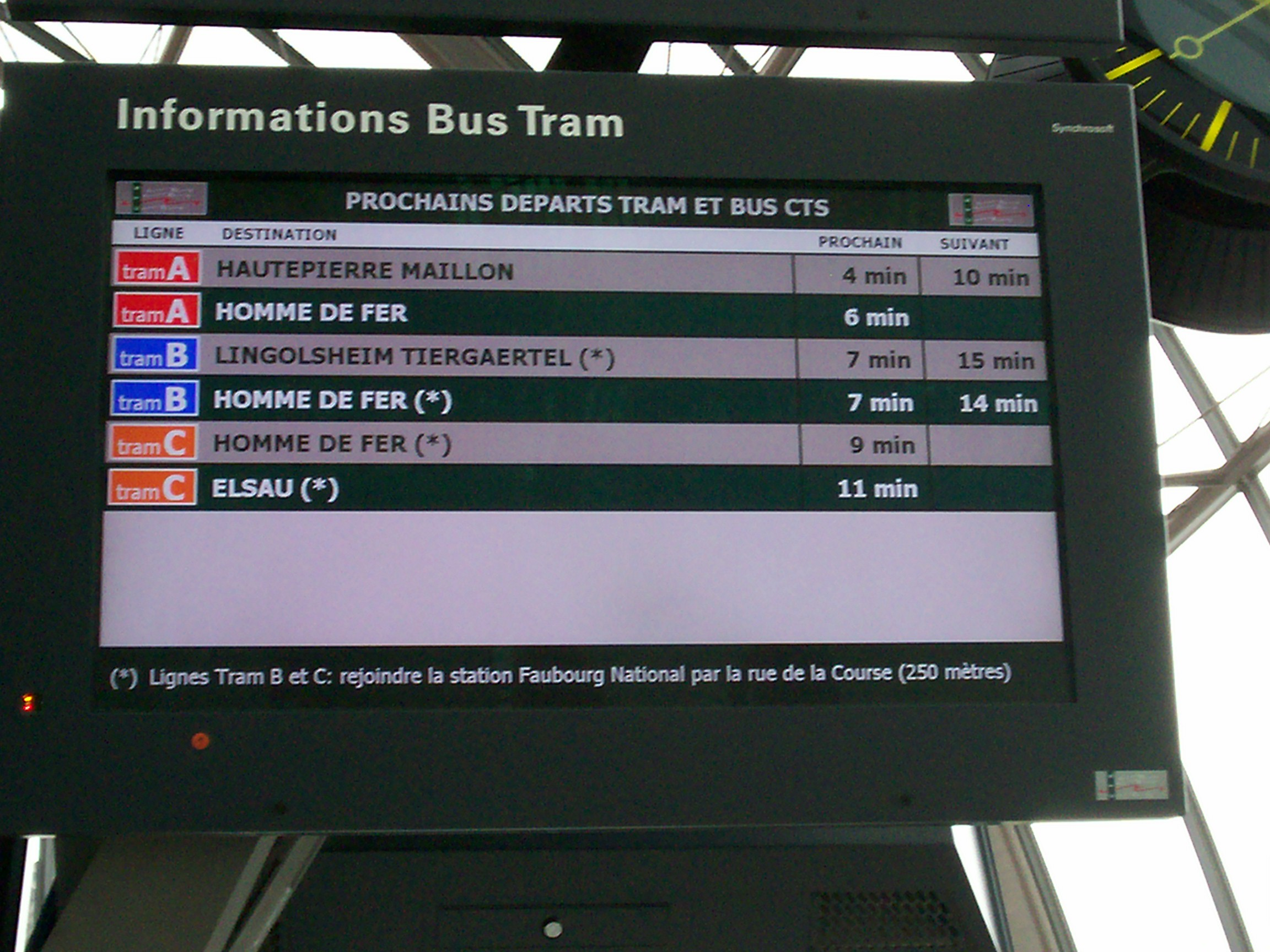
Panneau d'informations voyageurs dans l'enceinte de la gare de Strasbourg

### Art contemporain
La création de la ligne A s'est accompagnée d'une commande publique d'œuvres d'art qui longe les rails. La ligne présente une œuvre de l'artiste italien Mario Merz inspirée de la suite de Fibonacci pour représenter symboliquement la régulation de la vitesse des tramways. Les stations présentent des œuvres de Barbara Kruger, de Gérard Collin-Thiébaut, de Jonathan Borofsky, de Zaha Hadid, Rodolphe Burger ou encore Alain Séchas. L'Oulipo a conçu des jeux de mots visibles sur les colonnes de chaque station.

## Exploitation de la ligne

### Principes de la desserte

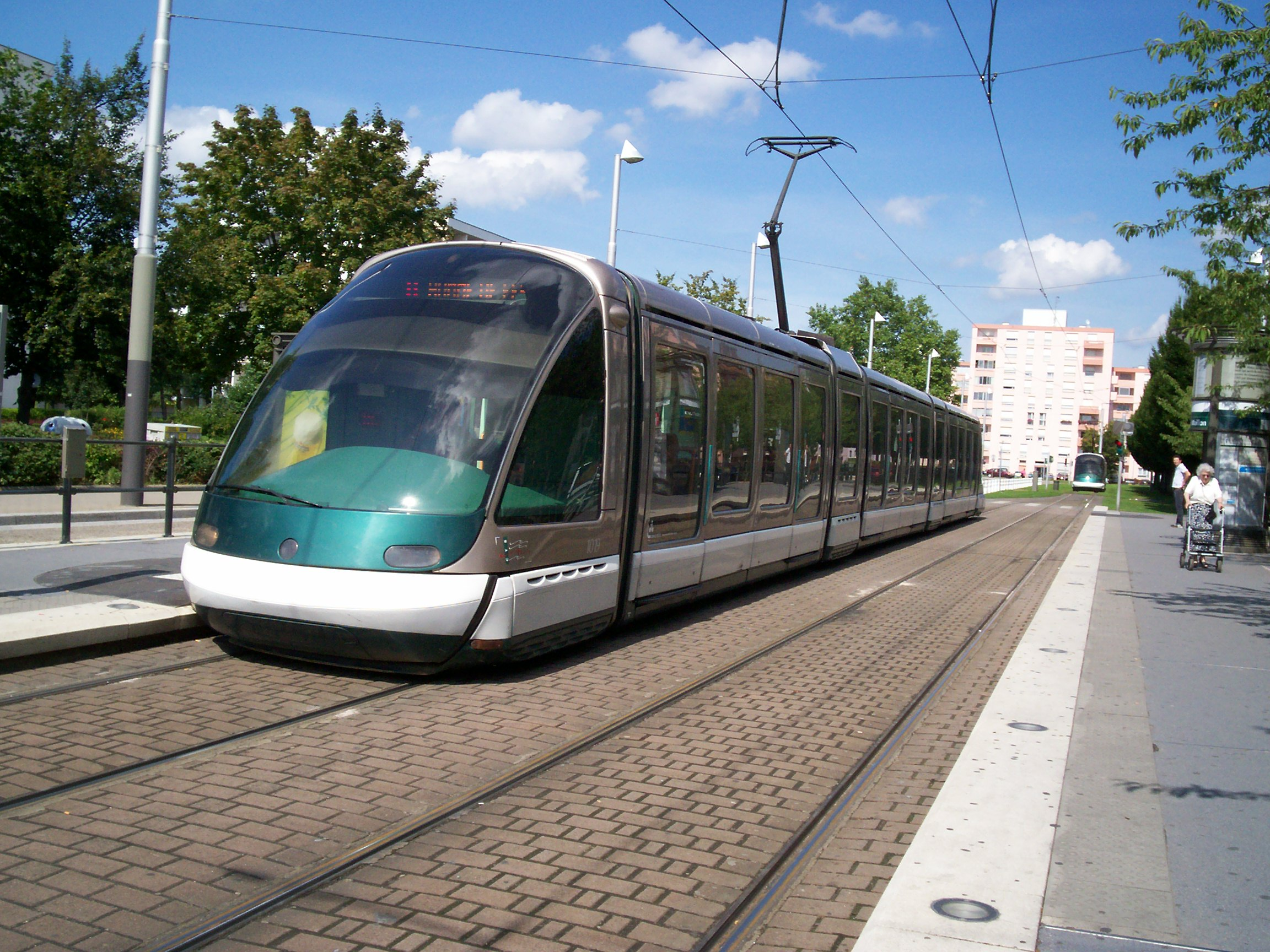
Rame à Hautepierre Maillon.

La ligne fonctionne tous les jours de l'année sauf le 1er mai.
En raison de la proximité du dépôt, le service débute à la station Rotonde à 4 h 14 du lundi au samedi, et à 5 h les dimanches et fêtes, par des services partiels. Le dernier départ de Parc des Sports a lieu à 0 h 11 tous les jours. À la station Graffenstanden, le premier tram part à 4 h 51 du lundi au samedi, et à 5 h 48 les dimanches et fêtes. Le dernier départ s'effectue à minuit tous les jours. Il n'y a aucun tram ayant le terminus sur une station intermédiaire, même en fin de service.
Entre 6 h et 19 h, les trams circulent toutes les six à dix minutes environ et entre 19 h et 20 h, les trams circulent toutes les onze minutes environ du lundi au samedi. Il n'y a donc aucune distinction entre les heures de pointe et les heures de pleine journée. Tôt le matin et à partir de 21 h environ, la fréquence minimale est d'un tram toutes les 15 minutes environ, avec quelques exceptions. Les dimanches et fêtes, la fréquence minimale est d'un tram toutes les 15 minutes également, avec un renforcement du service entre 12 h 30 et 21 h environ, quand la fréquence est de 12 puis de 13 minutes.
Sur une partie du parcours, à savoir entre Dante et Étoile - Bourse, les fréquences sont doublées par la ligne D qui circule ici en tronc commun avec la ligne A. Par ailleurs, les horaires sont cadencés les dimanches et fêtes uniquement. En semaine, la ligne A est l'unique ligne à ne pas encore bénéficier d'un horaire cadencé avec des passages toujours aux mêmes minutes. - Pendant les vacances scolaires, la desserte de pleine journée est allégée de 25 % environ du lundi au vendredi.
La distance moyenne entre stations est de 600 m sur la ligne A. Les tramways bénéficient d'un système de priorité aux carrefours comportant des feux.

### Temps de parcours moyens
Les temps de parcours sont donnés à titre indicatif et varient surtout selon le moment de la journée (cf.horaires). Ils peuvent aussi évoluer en cas de retards dus à des évènements imprévus.
La ligne A du tramway de Strasbourg permet de rallier Cervantès (anciennement Hautepierre Maillon) à :
- Hôpital de Hautepierre en 2-3 minutes ;
- Rotonde en 7-8 minutes ;
- Gare Centrale en 9-10 minutes ;
- Homme de Fer en 12-15 minutes ;
- Étoile-Bourse en 17-20 minutes ;
- Baggersee en 26-29 minutes ;
- Illkirch Lixenbuhl en 32-35 minutes.
- Graffenstanden en 40 - 45 minutes

Tenant compte de la longueur de la ligne de 12,6 km, la vitesse commerciale s'établit entre 21,6 et 23,4 km/h ; c'est la vitesse commerciale la plus élevée sur le réseau.

### Matériel roulant

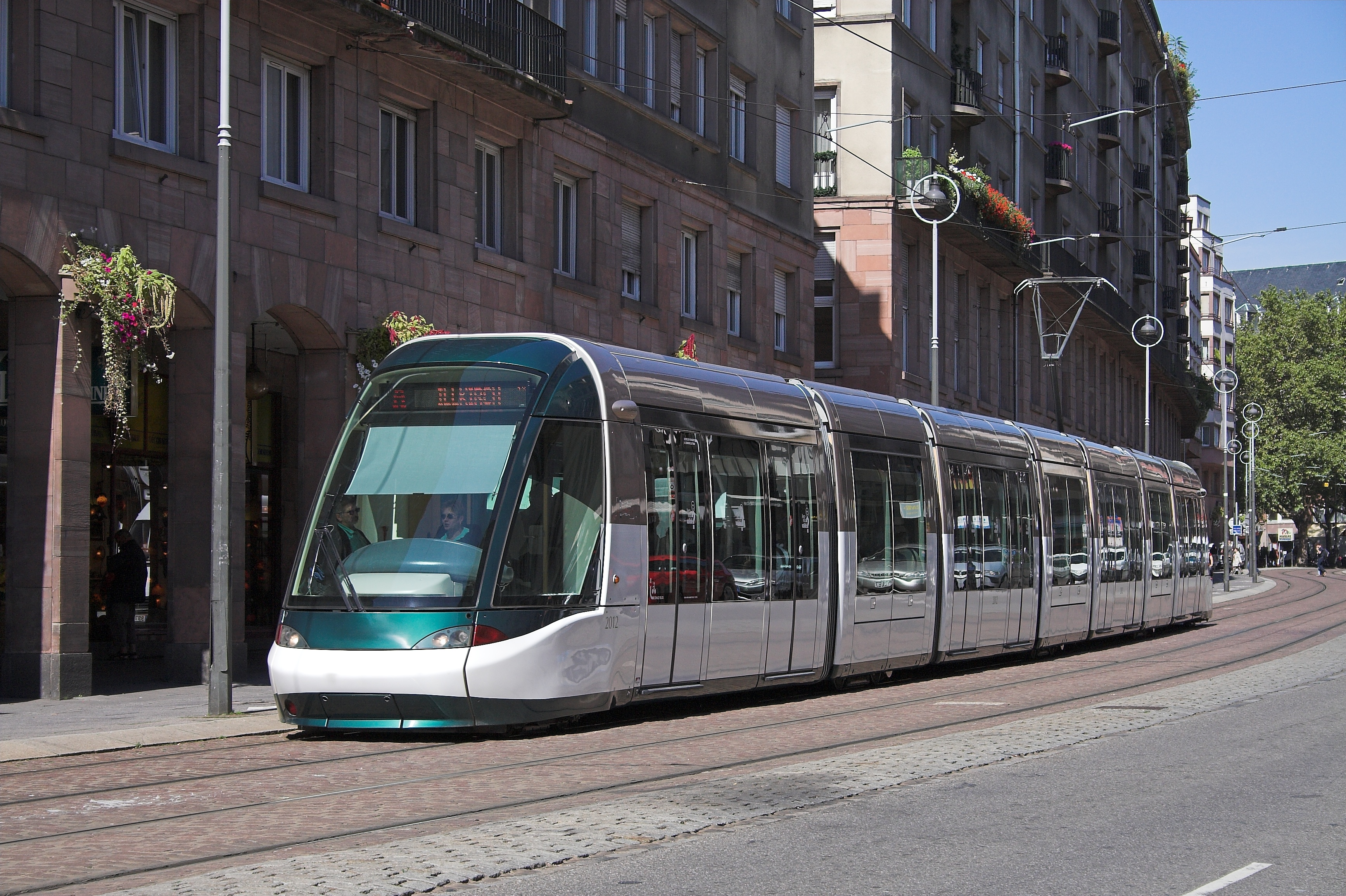
Rame Citadis 403 en direction d'Illkirch.

La ligne A du tramway de Strasbourg est normalement assurée par des Citadis 403 1ère et 2ème génération, mais des Eurotram peuvent parfois y circuler .

### Tarification et financement

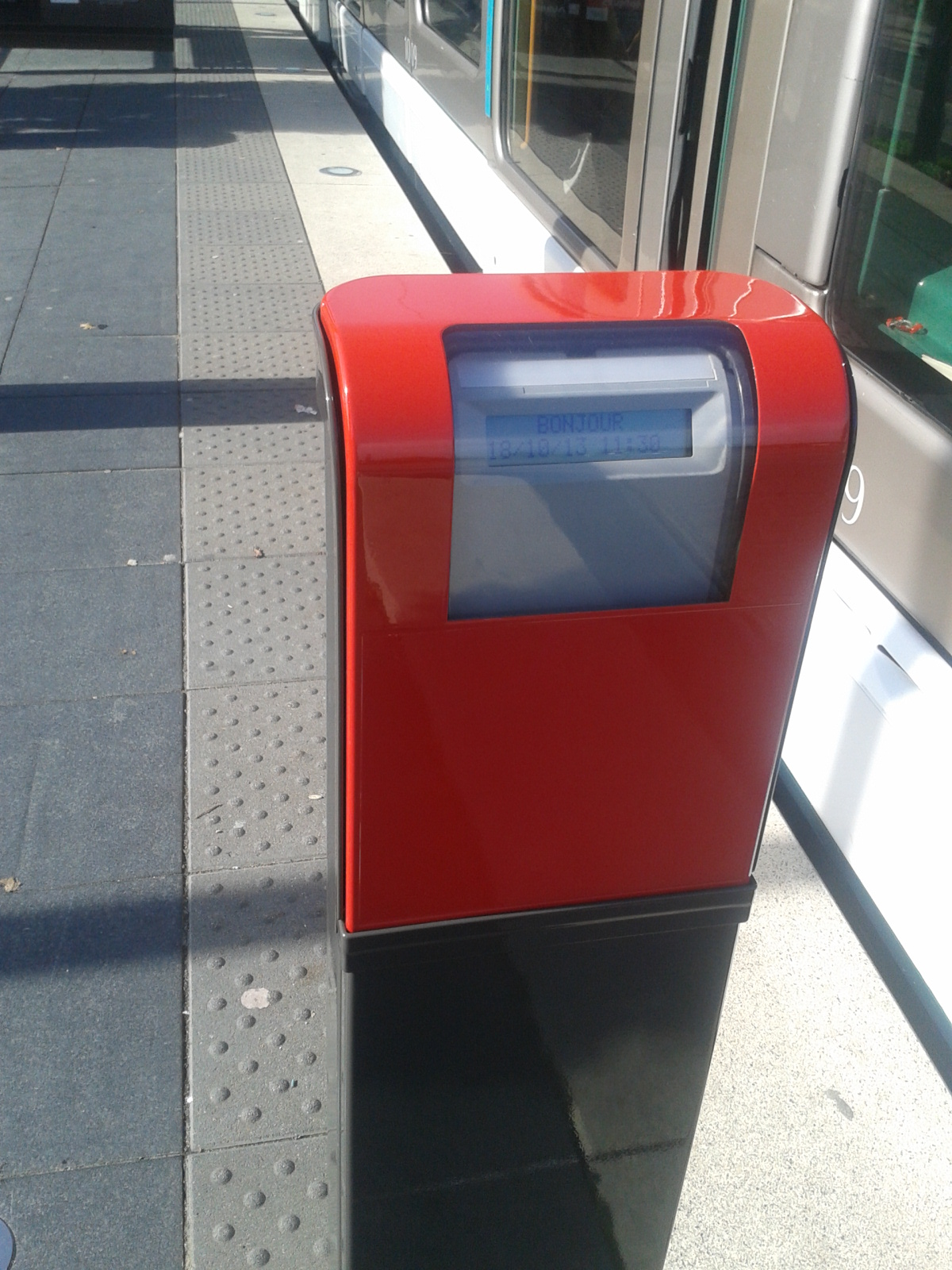
Validateur de titre de transport.

La tarification de la ligne est identique à celles des autres lignes de tramway et des réseaux de bus urbains exploitées par la Compagnie des Transports Strasbourgeois (CTS) et accessible avec les mêmes abonnements.
Une carte à puce « Badgeo » personnalisée et rechargeable est proposée comme support (obligatoire pour les abonnements). Les tickets et abonnements peuvent être achetés dans des distributeurs automatiques présents dans les stations, sauf s'ils incluent la place parking-relais.
Le financement du fonctionnement de la ligne, entretien, matériel et charges de personnel, est assuré par la Compagnie des Transports Strasbourgeois (CTS).

## Extensions à venir
Une extension était prévue vers le Zénith de Strasbourg, déjà annoncée lors du prolongement de la ligne vers la station Parc des Sports mais a finalement été reportée sine die. A été évoquée aussi l'extension vers la gare de Geipolsheim.